# Трубецька Катерина Іванівна

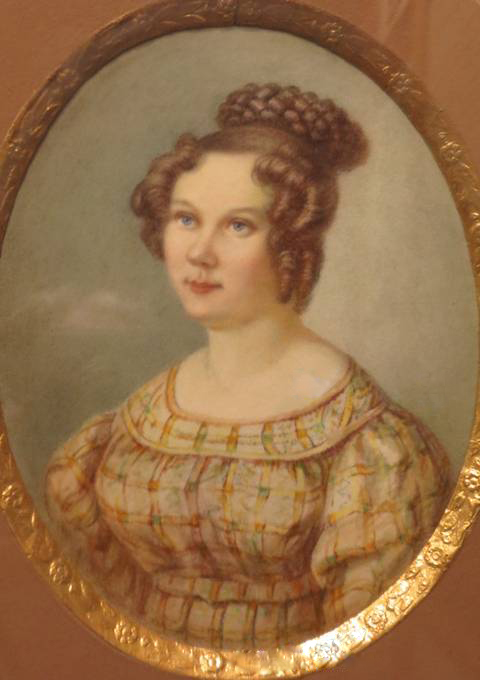
Трубецька Катерина Іванівна. 1828 рік. Художник Бестужев Микола Олександрович

Катерина Іванівна Трубецька (Лаваль) (3 грудня 1800 — 26 жовтня 1854, Іркутськ) — дружина декабриста князя Сергія Трубецького. Перша з дружин декабристів, що послідувала за чоловіком у Сибір (липень 1826 року). В Іркутську, затримана владою, офіційно відреклася від цивільних прав і дворянських привілеїв. Микола Некрасов увічнив ім'я Трубецької у поемі «Російські жінки».

## Біографія

### Сім'я
Батько — граф Лаваль, що втік у Росію від французької революції і викладав в Морському кадетському корпусі, мати — Олександра Григорівна Козицька була власницею величезного статку. Сім'я була дуже багата, вважається, що в будинку на підлозі лежав мармур, по якому ступала нога Нерона. У Парижі в 1819 році вона познайомилася з князем Сергієм Петровичем Трубецьким, в травні 1821 року він став її чоловіком. Шлюб виявився щасливим.

### Дружина декабриста
У січні 1825 року Сергій Трубецькой був призначений черговим штаб-офіцером у 4-й піхотний корпус, що дислокувався у Києві.
Разом з Трубецьким до Києва приїхала й Катерина Іванівна.
Тут вони жили до 7 листопада 1825 року в будинку одного з керівників Південного товариства Василя Давидова (тепер це вулиця Панаса Мирного, 8/20).
Катерина Іванівна Трубецька вже в липні 1826 року, наступного дня після від'їзду чоловіка на каторгу, вирушає слідом за ним. Прибула в Благодатський рудник у листопаді 1826 року. У Благодатском руднику Трубецька відморозила собі ноги. Згодом страждала на ревматизм. 
Декабрист Андрій Розен згадував: 
| «Катерина Іванівна Трубецька була не красива собою, не струнка, середнього росту, але коли заговорить ... - просто зачаровує спокійним приємним голосом і плавною, розумною і доброю мовою, тому все слухав би її. Голос і мова були відбитком доброго серця і дуже освіченого розуму від розбірливого читання, від подорожей і перебування в чужих краях, від зближення зі знаменитостями дипломатії. » |
Через п'ять років добровільної каторги Катерина Іванівна народила довгоочікувану дитину — дівчинку Олександру, чотири роки потому — Єлизавету. Всього у Трубецьких було семеро дітей, але тільки четверо з них вижили. 
Наприкінці 1839 року минув термін каторги для Сергія Петровича Трубецького. Сім'я отримала наказ виїхати на поселення в село Оек в 30 верстах від Іркутська. Переїзд на нове місце був затьмарений смертю молодшого сина Володимира, який прожив всього рік. У вересні 1840 року помер другий син Трубецьких, Микита. 
У 1845 році було отримано дозвіл оселитися в Іркутську. Окрім турботи про дітей на плечах Катерини Іванівни лежала турбота про вихованців, які з'являлися в її будинку: дочок М. К. Кюхельбекера Ганні і Юстин, сина засланця А. Л. Кучевського Федора, дочки бідного чиновника Неустроєва Марії. 
Всю весну і літо 1854 року княгиня прохворіла. Померла 14 жовтня 1854 року в Іркутську, похована в Знам'янському монастирі в одній могилі з раніше померлими дітьми.
Некрасов оспівував її у своїй знаменитій поемі «Російські жінки», перша глава якої має назву «Княгиня Трубецька». Польський письменник Юліуш Словацький присвятив їй роман «Ангеллі», який в 1833 році був переведений на французьку мову і опублікований в Парижі.